# Virginia M. Rometty
Virginia Marie Rometty, född Nicosia i juli 1957 i Chicago, är en amerikansk näringslivsperson.

## Biografi
Rometty är 2013 ordförande och VD för företaget IBM och den första kvinnan på posten. I åtta år i rad har hon nominerats till tidskriften Fortunes lista över "världens 50 mäktigaste företagskvinnor" och hamnade på listans förstaplats 2012. Samma år rankades hon som nummer 15 på Forbes lista över "världens 100 mäktigaste kvinnor". 
Virginia Rometty avlade 1979 kandidatexamen i datorvetenskap och elektroteknik vid Robert R. McCormick School of Engineering and Applied Science vid Northwestern University.
År 1979 gifte hon sig med Mark Anthony Rometty, en privat kapitalinvesterare.